# Gratiola brevifolia
Gratiola brevifolia är en grobladsväxtart som beskrevs av Constantine Samuel Rafinesque. Gratiola brevifolia ingår i släktet jordgallor, och familjen grobladsväxter. Inga underarter finns listade i Catalogue of Life.